# 희망을만드는법
희망을만드는법(希望을만드는法, Korean Lawyers for Public Interest and Human Rights, 약칭 희망법)은 대한민국의 진보주의 변호사 단체이자 비영리 전업 변호사 모임으로 2012년 2월 3일에 창립.
장애인, 성소수자에 대한 인권 향상, 기업에 의한 인권 침해에 대한 구체적인 대응을 중점으로 하며 인권 침해적이거나 차별적인 법률 제도와 관행 개선을 목표로 한다. 국가와 자본을 비롯한 모든 권력에 대한 독립성 유지, 법률에 담긴 인권의 가치 실현, 공익인권단체와의 연대, 수평적인 문화와 운영 지향, 구성원의 성장과 행복 중시 등을 기본적인 가치와 원칙으로 제시하고 있으며 공익 인권 소송 및 구제, 법률 및 정책 연구, 입법·정책 시행 과정에 관한 개입, 교육 활동을 전개하고 있다.

## 같이 보기
- 민주사회를 위한 변호사모임
- 헌법을 생각하는 변호사 모임
- 시민과 함께하는 변호사들
- 한반도 인권과 통일을 위한 변호사모임